# Racing Club Haïtien
Il Racing Club Haïtien è una società calcistica haitiana, con sede nella capitale Port-au-Prince. Gioca le partite casalinghe nello stade Sylvio Cator e i colori sociali sono il giallo ed il blu.
Fondato nel 1923, il club è il più titolato del suo Paese, avendo vinto 11 campionati e la Coppa dei Campioni CONCACAF nell'edizione del 1963. È una delle sole due formazioni haitiane ad aver conquistato tale competizione, insieme al Violette.
Nel torneo di Cloture 2009 ha conquistato il suo undicesimo titolo nazionale, superando per 2-1 l'Aigle Noir.

## Palmarès

### Trofei nazionali
- Championnat National D1: 11

1938, 1941, 1946, 1947, 1954, 1958, 1962, 1969, 2000, Cloture 2002, Cloture 2009
- Coupe d'Haïti: 2

1941, 1944
- Championnat National D2: 1

2008

### Trofei internazionali
- CONCACAF Champions' Cup: 1

1963